# Мустафа Аль-Меснаві
Мустафа́ Аль-Меснаві́ (араб. مصطفى المسناوي; *1953, Касабланка, Марокко — 17 листопада 2015) — марокканський кінокритик, журналіст, письменник і перекладач.

## З життєпису
Народився в 1953 році в Касабланці.
Вивчав філологію в столиці країни місті Рабаті. 
1973 року Аль-Меснаві вступив до Марокканської спілки письменників.
16 грудня 1974 року Мустафа Аль-Меснаві був заарештований у політичній справі, згодом звільнений (у грудні 1976 року). 
У 1977 році отримав ступінь бакалавра філософії, а по часі диплом з гуманітарних досліджень. 
Працював на філфаці вишу в Касаблінці. Також брав участь у редагуванні (був членом редколегії) авангардистського часопису Al-Thaqafa Al-Jadida («Нова культура»), потім працював редактором газети Al-Jamaa та часопису Beit Al-Hikma, що спеціалізувався на перекладах. 
Восени 2013 року був членом журі 7-го Абу-Дабського кінофестивалю.
Мустафа Аль-Меснаві помер 17 листопада 2015 року в Каїрі, в кулуарах місцевого міжнародного кінофестивалю внаслідок серцевого нападу. 

## З творчості
Творчість Мустафи Аль-Меснаві — це літературна діяльність, переклади з французької та іспанської й кінокритика. 
Як письменник Мустафа Аль-Меснаві — автор збірки оповідань і новел «Тарік, який не завоював Андалусію» (1976).